# 斯考特氏魮
斯考特氏魮（学名：Clypeobarbus schoutedeni）為輻鰭魚綱鯉形目鯉科的一個種，該物種於1961年由Max Poll和Jacques G. Lambert描述，分布於非洲剛果民主共和國，體長可達3.8公分，棲息在中底層水域。